# Libros proféticos
Los libros proféticos son una división de la Biblia cristiana que agrupa 18 libros del Antiguo Testamento.
Los libros proféticos se denominan así porque tradicionalmente se atribuyen a los profetas. Los autores que los escribieron estuvieron activos entre el 750 a. C. y el 450 a. C. Los primeros seis de los libros se conocen como los profetas mayores, mientras que los últimos 12 se conocen como los profetas menores. Estos nombres no implican que los profetas mayores sean más importantes que los profetas menores, pero se refieren a que los libros proféticos mayores son mucho más largos que los menores.
La categoría de libros proféticos cristianos no incluye los mismos libros que la Nevi'im («profetas») de los judíos. En comparación al Tanaj los libros proféticos incluye a los Últimos Profetas de los Nevi'im, con la adición de las Lamentaciones (que los judíos incluyen en el grupo de los Cinco Meguillot) y el libro de Daniel, ambos incluidos entre los libros del Ketuvim hebreo. Además Baruc también es considerado como uno de los libros proféticos para los cristianos.

## Contenido
Los profetas mayores del cristianismo son:
- Isaías
- Jeremías
- Lamentaciones
- Baruc (incluido en los cánones católicos y ortodoxos)
- Ezequiel
- Daniel

Los profetas menores son los mismos que en el judaísmo:
- Oseas
- Joel
- Amós
- Abdías
- Jonás
- Miqueas
- Nahúm
- Habacuc
- Sofonías
- Hageo
- Zacarías
- Malaquías

Se ha de tener en cuenta que los Libros Proféticos no son los mismos que los libros que contienen profetas. Por ejemplo, el profeta Elías aparece en el Primer y Segundo Libro de los Reyes, pero estos libros no forman parte de los libros proféticos.